# Джарет
Король гоблинов Джарет (англ. Jareth the Goblin King) — персонаж и главный антагонист фильма «Лабиринт». Джарет (Дэвид Боуи) представляет собой таинственное существо, наделённое магической силой, однако, несмотря на злодейский характер, он испытывает романтические чувства к главной героине фильма — Саре (Дженнифер Коннелли). Кроме фильма Джарет фигурирует в комиксах Marvel, книгах, графических романах, видеоиграх и прочей рекламной продукции.

## Биография
Джарет — король гоблинов Лабиринта, огромного королевства в параллельной реальности. По ходу фильма он появляется только человекоподобным. Джарет не называет себя гоблином, хотя по черновому варианту сценария концовки должен был им являться. С помощью магических сил может создавать оптические иллюзии и наблюдать на расстоянии. Магические кристаллы, которые он предлагает Саре, олицетворяют её мечты. Другим источником вдохновения этого образа является литография «Рука с отражающим шаром» художника Эшера — зеркальная иллюзорность кристаллов и их способность демонстрировать отражение грёз. Также Джарет является мастером маскировки. Он может превращаться в сову, а в одном из эпизодов маскируется под слепого нищего.
Джарет тяготится одиночеством и жаждет другой жизни, «вероятно, где-то в Сохо» — шутил исполнитель роли Дэвид Боуи. Трагичность персонажа раскрывается с помощью песен в фильме, а также манги «Return to Labyrinth» (в который также был использован образ, созданный Дэвидом Боуи).
Согласно музыкальному видео песни «Underground» и манге «Return to Labyrinth», а также одноимённой книге, выпущенной по мотивам фильма, Джарет имеет человеческое альтер эго (в «Return to Labyrinth», он использует псевдоним Джарет Квинн). В романе «Labyrinth» Джереми (который напоминает Джарета) — актёр, с которым мать Сары, сбежала много лет назад, после того, как они снялись в совместном шоу. Джереми является человеком, который подарил Саре музыкальную шкатулку, в книге она играет мелодию песни «Greensleeves», в фильме — «As the World Falls Down», той же песни, которую использует Джарет, чтобы показать Саре свою симпатию, находясь в своём лабиринте. Также он вел поиски черного бриллианта носившего по легенде имя «Yasmand» (рус. Ясманд), который также намеревался принести в дар.
По сюжету романа, а также песни «Within You» (из саундтрека фильма) Джарет пытается добиться от Сары веры в него. Хотя Сара отказывается от власти, которой обладает Король Гоблинов, он фактически добивается своей цели. Фраза «Я прошу так мало. Просто трепещи предо мной, люби меня, делай, то что я говорю, и я буду твоим рабом», воплощает чувства Джарета по отношению к протагонистке.

## Вне фильма

### Музыкальные видео
Боуи использовал образ Джарета в двух музыкальных клипах. Один из них был снят на песню «Underground», другой — на «As the World Falls Down», оба видео включены в сборники The Bowie Video Collection (VHS) и Best of Bowie (DVD). Клипы содержат нарезку материала, содержащую кадры из фильма, а также отдельно отснятые сцены с музыкантом.

### Манга «Return to Labyrinth»
Компания Tokyopop в сотрудничестве с The Jim Henson Company опубликовали четырёхтомную англоязычную мангу под названием «Return to Labyrinth». Первый том вышел 8 августа 2006 года. Он был написан Джейком Т. Форбсом (англ. Jake T. Forbes) и иллюстрирован Крисом Ли, обложку создала Кою Сюрэй (яп. 珠黎皐夕 сюрэй ко:ю) Манга представляет собой сиквел к фильму и повествует о приключениях Тоби, уже пятнадцатилетнего.
Во втором томе манги упоминается, что у Джарета были длительные романтические отношения с Мицуми, королевой Морейн (англ. Mizumi, the Queen of Moraine). Однако отношения прекратились после того, как Джарет счёл её слишком пустой и скучной, несмотря на то, что Мицуми любила его всецело. Впоследствии Джарет дал ей шанс найти своё сердце, которое было спрятано внутри Лабиринта. Несмотря на долгие годы поисков, Мицуми потерпела неудачу, но всё ещё тосковала по Джарету.
Согласно сюжету манги, Джарет правит Лабиринтом в течение 1300 лет. В манге Мицуми называет его колдуном, это указывает на то, что он — не гоблин. Также объясняется, что он решает править Лабиринтом со скуки. Персонаж фактически не стареет между событиями фильма и манги, которые происходят много лет спустя, что подтверждает его бессмертие. Сюжет также углубляется в его одержимость Сарой, демонстрируя двойственное отношение Джарета — любви и желания отомстить, хотя первое чувство - добиться от неё взаимности и сделать королевой - превалирует над вторым. Первоначально эта идея с королевой также была включена в черновой сценарий фильма.

### Прочие книги и комиксы
- Брайан Фроуд (иллюстратор) и Терри Джонс выпустили две книги о гоблинах королевства Лабиринт: Goblins of Labyrinth и The Goblin Companion: A field guide to goblins. В книгах находится множество иллюстраций и имена всех гоблинов. The Goblin Companion — чуть меньшая по объёму перепечатка первой книги, без полностраничных иллюстраций, но с интересными историями о гоблинах[8].
- Marvel Comics выпустили книгу комиксов из трёх частей, нарисованную по фильму, которая также была опубликована как один том под названием Marvel Super Special#40.
- Э. Ч. Х. Смит (англ. Anthony Charles H. Smith) написал по фильму книгу Labyrinth: A Novel. В настоящее время напечатано всего несколько очень дорогих экземпляров (от 30 до 150 долларов США)[9].

### Атрибутика
Фирма NECA выпустила три фигурки Джарета: 12-дюймовую фигурку одетую в черное и произносящую фразы фильма, а также две её 7-дюймовые версии, одна из которых шла в комплекте с фигуркой Хоггла (англ. Hoggle).

## Отзывы и критика
Кинокритик Джефф Бек назвал Боуи идеально подходящим для такой фентезийной роли, так как индивидуальные черты рок-музыканта позволяют добиться «незабываемого исполнения». «[Образ] Боуи — одна из причин, почему люди помнят этот фильм до сих пор» — отметил критик, назвав роль музыканта «завораживающей». Кинокритик Тим Брайтон также высоко оценил образ созданный Боуи, подчеркнув, что его персонаж «главная причина почему фильм любят на протяжении десятилетий». Публицист Томас Калдвелл назвал работу, проделанную музыкантом «идеальной», отметив, что Боуи смог создать жёстокий, но в то же время обольстительный образ, «с тем же потусторонним пылом, который он использовал для различных амплуа во время своей музыкальной карьеры».
Автор книги «David Bowie and Philosophy: Rebel Rebel» Теодор Аммон отмечал, что Боуи были присущи черты таинственности и мистицизма, которые делали его образ «привлекательным и немного опасным». Эта комбинация сделала кандидатуру Боуи «идеальной» на роль Джарета. Автор также подчёркивал, что музыкант смог преодолеть грань между «фэнтезийным существом и реальным миром», сделав своего персонажа «игривым, расчётливым, глубоким и даже немного философским». Аммон проводил параллели между Джареттом и Зигги Стардастом в сюрреалистичности образов, а также с Майором Томом в мрачности его элементов. В свою очередь, Стивен Ри из The Inqurier также намекал на сходство внешнего вида Джарета с имиджем ранней карьеры музыканта, назвав его «глэм-роковым Королём Гоблинов».
Джарет занял 13-е место в рейтинге «15 самых ярких кинозлодеев, от которых все без ума» интернет-издания BuzzFeed. Российский интернет портал Фильм.ру включил Джарета в «10 самых значимых киноролей Дэвида Боуи», отметив: «трудно поверить, что роль короля гоблинов Джарета не была написана специально для Дэвида Боуи. Кто еще мог воплотить на экране образ одновременно пугающего и притягательного, загадочного и открытого, могущественного и уязвимого потустороннего правителя, который ведет с главной героиней причудливую психологическую игру?».
На роль Джарета так же претендовали рок-музыканты Мик Джаггер и Стинг.